# Ева Браун
Ева Ана Паула Браун (Минхен, 6. фебруар 1912 — Берлин, 30. април 1945) је била животна сапутница (и супруга на један дан) Адолфа Хитлера.

## Биографија
Рођена је у Минхену. Била је кћер школског учитеља. Образовала се у пословној школи, али је увек била посвећена атлетици и бављењу спортом. Неколико месеци је радила као рецепциониста у болници, и онда је прихватила посао као лични асистент нацистичког фотографа Хајнриха Хофмана. Ту је срела Хитлера 1929. године и заљубила се у њега на први поглед. Он јој се представио као „Господин Волф“ (то је име Адолф Хитлер користио у почецима свог политичког живота из безбедносних разлога). Својим пријатељицама га је описала као „љубазног човека у годинама, са смешним брковима и великим шеширом“. И Адолфова и Евина породица су били против везе. Хитлер се загледао у њу након што се његова рођака Гели Раубал, кћерка његове полусестре у коју је био јако заљубљен, убила. Неки нагађају да ју је Хитлер лично убио, а неки да је наручио убиство.
Ева је покушала самоубиство 1935. године, због несугласица у вези са Адолфом Хитлером.
Имала је јак утицај на Адолфа Хитлера, и неки историчари тврде да су неке од најгорих идеја биле њене замисли које је саопштила Хитлеру. За време рата је живјела са Адолфом и помагала му је у личним пословима. Неки од нациста су је хтели уклонити, јер су је сматрали превеликим ризиком за Нацистичку Немачку. Кад је почела окупација Берлина од Совјетске Црвене армије, време је проводила заједно са њим у бункеру.
Убила се заједно са Хитлером 30. априла 1945. године у бункеру. Њено тело је спаљено заједно са телом Адолфа Хитлера.